# 2017年の台風

7月18日3時から30日9時（日本時間）にかけての6時間毎のアジア天気図。台風（紫色の×表示）や熱帯低気圧（TDと表記）が相次いで発生している。同時に太平洋高気圧が衰退していくのも分かる。

2017年の台風（2017ねんのたいふう、太平洋北西部及び南シナ海で発生した熱帯低気圧）のデータ。データは基本的に日本の気象庁の情報に基づき、気象庁が熱帯低気圧としていない一部のものについては、合同台風警報センター (JTWC) のみに拠る。
2017年に発生した台風は、平年の25.6個から大きく外れることのない、並の27個だった。日本での影響においては、接近数は平年の11.4個より少ない8個であったが、上陸数は平年値2.7個より多い4個（第3号、第5号、第18号、第21号）だった。
台風1号は4月26日に発生した。7月2日に発生した台風3号は、4日に九州に上陸し日本列島を横断したが、台風通過後も前線や別の熱帯低気圧の影響で九州北部などで豪雨が続き、平成29年7月九州北部豪雨が発生、甚大な被害が出た。7月下旬頃になると、太平洋北西部と南シナ海での対流活動が活発になり、熱帯低気圧が多発、21日から30日の10日間で台風が6個も相次いで発生した。これにより、7月の台風の発生数は8個（平年値: 3.6個）となり、気象庁が台風の統計を開始した1951年以降、7月の発生数としては1971年と並び最多となった。そのうち20日に発生した台風5号は、太平洋上を迷走した末に日本に上陸し、台風だった期間は、統計史上最長の19.00日を記録した。また、7月23日には一時的に台風5号から8号までの4個の台風が同時に存在し、これは1994年以来23年ぶりとなった。
9月は4個の台風が発生し、9日に発生した台風18号は、九州・四国・本州に上陸して大きな被害をもたらしたが、台風18号が消滅した後は、1個も台風が発生せず、通常台風の活動が活発な9月下旬に台風が1個も活動しなかったのは1973年以来44年ぶり、統計開始以来2度目の珍事となった。その後、10月12日に台風20号が発生した。
10月16日に発生した台風21号は、超大型にまで強風域を拡げた状態で日本に上陸し、上陸時の台風の大きさのデータがある1991年以降では初めてとなったほか、上陸したのは23日で、史上3番目に遅い上陸となった。
1年を通して猛烈な台風は1個も発生せず、これは2002年以来15年ぶりとなった。

## 台風の日本接近数
| 接近数が多い年 | 接近数が多い年                                   | 接近数が多い年 | 接近数が少ない年 | 接近数が少ない年                          | 接近数が少ない年 |
| 順位           | 年                                               | 接近数         | 順位             | 年                                        | 接近数           |
| -------------- | ------------------------------------------------ | -------------- | ---------------- | ----------------------------------------- | ---------------- |
| 1              | 2004年 1966年 1960年                             | 19             | 1                | 1973年                                    | 4                |
| 4              | 2012年                                           | 17             | 2                | 1995年                                    | 5                |
| 5              | 2018年 1955年                                    | 16             | 3                | 1977年                                    | 6                |
| 7              | 2019年 2000年 1997年 1994年 1965年 1961年 1958年 | 15             | 4                | 2020年 2010年 1983年 1979年               | 7                |
|                |                                                  |                | 8                | 2017年 2009年 1998年 1969年 1964年 1951年 | 8                |

## 月別の台風発生数
| 1月 | 2月 | 3月 | 4月 | 5月 | 6月 | 7月 | 8月 | 9月 | 10月 | 11月 | 12月 | 年間 |
| --- | --- | --- | --- | --- | --- | --- | --- | --- | ---- | ---- | ---- | ---- |
|     |     |     | 1   |     | 1   | 8   | 5   | 4   | 3    | 3    | 2    | 27   |

## 「台風」に分類されている熱帯低気圧

### 台風1号（ムイファー）
201701・03W・ダンテ

4月21日頃にカロリン諸島近海で形成が始まった低圧部（低気圧93W）が、4月23日21時（協定世界時23日12時）にマリアナ諸島南部で熱帯低気圧に昇格した。合同台風警報センター（JTWC）は24日午後に熱帯低気圧形成警報（TCFA）を発し、25日に熱帯低気圧番号03Wを付番した。03Wは26日9時（協定世界時26日0時）にフィリピンの東の北緯13度30分、東経135度55分で台風となり、アジア名ムイファー（Muifa）と命名された。ほぼ同時刻にフィリピン大気地球物理天文局（PAGASA）も03Wが監視エリアに進入したと発表し、フィリピン名ダンテ（Dante）と命名した。1号はフィリピンの東をしばらく北上したがほとんど発達は見られずに、27日21時に北緯17度、東経135度で熱帯低気圧に変わった。

### 台風2号（マールボック）
201702・04W
6月10日頃に南シナ海で形成が始まった低圧部（低気圧96W）が、同日15時にすぐに熱帯低気圧になり、合同台風警報センター（JTWC）は11日0時（協定世界時10日15時）に熱帯低気圧形成警報（TCFA）を発し、同日9時に熱帯低気圧番号04Wを付与した。そして04Wは同日15時（協定世界時11日6時）に北緯17度5分、東経116度35分で台風となり、アジア名マールボック（Merbok）と命名された。13日1時に香港付近に上陸した。13日9時に華南の北緯24度、東経115度で熱帯低気圧に変わった。

事後解析では、ピーク時の勢力は中心気圧985hPa、最大風速30m/sに上方修正されており、一時暴風域を伴っていたことになった。

### 台風3号（ナンマドル）
201703・05W・エモン

6月30日頃にフィリピンの東で形成が始まった低圧部（低気圧99W）が、7月1日15時（協定世界時1日6時）に熱帯低気圧になり、同時刻に合同台風警報センター（JTWC）は熱帯低気圧形成警報（TCFA）を発した。その後、フィリピン大気地球物理天文局（PAGASA）はフィリピン名エモン（Emong）と命名した。そして2日9時（協定世界時2日0時）、熱帯低気圧は沖縄の南の北緯20度40分、東経127度5分で台風となり、アジア名ナンマドル（Nanmadol）と命名された。同日12時、JTWCは熱帯低気圧番号05Wを付与した。
台風は3日未明に石垣島付近を通過した後、東シナ海を北上し、同日15時に発達して暴風域を伴うようになった。次第に進路を東寄りに変え、4日8時頃に長崎県長崎市付近に上陸した。その後も台風は西日本の複数の地点で観測史上1位の暴風を記録したほか、室戸岬では最大瞬間風速45.0m/sを観測するなど強い風雨をもたらしながら速い速度で東進し、同日12時過ぎには愛媛県宇和島市付近に、17時前には和歌山県田辺市付近に再上陸した。5日9時、日本の東で温帯低気圧に変わった。なお、この台風の通過後、九州北部で豪雨が発生している。

### 台風4号（タラス）
201704・06W
7月13日頃に南シナ海で形成が始まった低圧部（低気圧94W）が、14日15時に熱帯低気圧になった。合同台風警報センター（JTWC）は15日11時30分（協定世界時15日2時30分）に熱帯低気圧形成警報（TCFA）を発令した。その後、熱帯低気圧は同日15時に南シナ海の北緯16度50分、東経111度50分で台風となり、アジア名タラス（Talas）と命名された。その後、JTWCは熱帯低気圧番号06Wを付番した。台風は西進し、現地時間17日1時（協定世界時16日18時）頃にベトナム北部のゲアン省ヴィン付近に上陸し、日本時間17日18時にラオスの北緯19度、東経102度で熱帯低気圧に変わった。台風の影響でベトナムでは1人が死亡し、約2700戸の家屋が損傷したほか、ゲアン省クアロー沖で石炭船の乗員10名が行方不明となった。台風から変わった熱帯低気圧は、18日3時には気象庁の観測対象域外（東経100度以西）に出たものと見られる。

事後解析では、最低気圧は985hPaに修正されている。

### 台風5号（ノルー）
201705・07W
7月18日9時（UTC 18日0時）にウェーク島の北北西海上で発生した普通の低気圧が熱帯低気圧に発達し、合同台風警報センター（JTWC）は20日14時30分（UTC 20日5時30分）に熱帯低気圧形成警報（TCFA）を発し、後に21日6時に熱帯低気圧番号07Wを付番した。07Wは7月21日9時（UTC 7月21日0時）に南鳥島付近で発生したと発表された。アジア名ノルー（Noru）と命名された。その後は移動を促す風が弱かったことや、台風6号の風による影響などから日本のはるか東の太平洋上に大きな楕円を描くように迷走した。その後は日本の東を大きく南下しながら徐々に発達を弱めていったが29日には小笠原諸島に接近し、再び発達。31日には「非常に強い」台風へと勢力を強めた。5号は非常にゆっくりとした速度で九州に接近し、8月7日には室戸岬付近を通過して、7日15時30分（UTC 7日6時30分）頃に和歌山県に上陸した。上陸後もゆっくりと北東に進み、8日には日本海へ抜け、9日3時に日本海で温帯低気圧となった。

事後解析では、発生が7月20日21時、温帯低気圧化が8月8日21時となり、台風期間は19日0時間と史上最長タイとなった。また、ピーク時の勢力は中心気圧935hPa、最大風速95ktに下方修正された。

### 台風6号（クラー）
201706・09W

7月20日3時（協定世界時19日18時）、ミッドウェー島の南西海上、経度180度線のすぐ西で熱帯低気圧が発生した。同日15時に気象庁は台風に発達する可能性があるとして台風情報を発表した。21日14時30分（協定世界時21日5時30分）、合同台風警報センター（JTWC）は熱帯低気圧形成警報（TCFA）を発した。同日15時、熱帯低気圧は北緯26度35分、東経177度5分で台風となり、アジア名クラー（Kulap）と命名された。合同台風警報センター（JTWC）は同日18時に熱帯低気圧番号09Wを付番した。台風は西進し続け、台風5号の北まで達したが、25日21時に日本の遥か東の北緯32度、東経154度で熱帯低気圧に変わった。

### 台風7号（ロウキー）
201707・10W・ファビアン

7月21日12時（協定世界時21日3時）、フィリピンのルソン島の東海上で熱帯低気圧が発生した。合同台風警報センター（JTWC）は同日13時30分（協定世界時21日4時30分）に熱帯低気圧形成警報（TCFA）を発した。JTWCは22日6時（協定世界時21日21時）に熱帯低気圧番号10Wを付番し、同時刻にフィリピン大気地球物理天文局（PAGASA）はフィリピン名ファビアン（Fabian）と命名した。熱帯低気圧は発達しながらバシー海峡を西進し、22日15時に南シナ海の北緯20度35分、東経119度10分で台風となり、アジア名ロウキー（Roke）と命名された。台風は23日午前に香港のすぐ東に上陸し、同日15時に華南の北緯23度、東経113度で熱帯低気圧に変わった。

### 台風8号（ソンカー）
201708・08W
7月21日12時（協定世界時21日3時）、気象庁と合同台風警報センター（JTWC）は南シナ海で熱帯低気圧が発生したことを確認、後者は熱帯低気圧番号08Wを付番した。同日15時、気象庁も台風に発達する可能性があるとして台風情報を発表した。08Wは23日15時（協定世界時23日6時）に南シナ海の北緯17度35分、東経111度5分で台風となり（台風7号の熱帯低気圧化と同時）、アジア名ソンカー（Sonca）と命名された。台風は南シナ海をゆっくり西進し、25日16時頃にベトナムのクアンビン省ドンホイ付近に上陸したのち、勢力を弱めて同日21時にラオスの北緯17度、東経106度で熱帯低気圧に変わり、30日3時には不明瞭になった。

なお、事後解析では発生日時は23日9時に修正された。これにより同日9時から15時までの6時間のみ、1994年以来23年ぶりに4個の台風（5・6・7・8号）が同時に存在したことになった。

### 台風9号（ネサット）
201709・11W・ゴリオ

7月21日頃にフィリピンの東海上で形成が始まった低圧部が、25日15時（協定世界時25日6時）に熱帯低気圧と解析され、同日18時にフィリピン大気地球物理天文局（PAGASA）がフィリピン名ゴリオ（Gorio）と命名、20時に合同台風警報センター（JTWC）が熱帯低気圧形成警報（TCFA）を発令、21時に気象庁が台風に発達する可能性があるとして台風情報を発表した。その後JTWCは熱帯低気圧番号11Wを付番した。熱帯低気圧は26日12時（協定世界時26日3時）にフィリピンの東の北緯15度55分、東経128度20分で台風となり、アジア名ネサット（Nesat）と命名された。台風は29日19時10分頃に強い勢力で台湾の宜蘭県蘇澳付近に上陸し、台湾では大雨や強風によって103人が負傷、一時約54万戸で停電が発生するなど、大きな被害が出た。台風はその後台湾海峡を通って30日7時頃に中国の福建省福清付近に再上陸し、31日3時に華南の北緯25度、東経116度で熱帯低気圧に変わった。

### 台風10号（ハイタン）
201710・12W・ヒュアニン

7月27日15時、南シナ海で熱帯低気圧が発生した。合同台風警報センター（JTWC）は28日に熱帯低気圧形成警報（TCFA）を発し、熱帯低気圧番号12Wを付番した。12Wは29日15時に南シナ海の北緯18度10分、東経116度50分で台風となり、アジア名ハイタン（Haitang）と命名された。この台風の発生で、7月に8個の台風が発生したことになるが、これは1951年以降で1971年以来46年ぶりで、史上最多タイ記録となった。フィリピン大気地球物理天文局（PAGASA）は30日12時にフィリピン名ヒュアニン（Huaning）と命名した。台風は7月30日16時40分頃、台湾南部の屏東県の楓港に上陸し、31日15時に華南の北緯27度、東経117度で熱帯低気圧に変わった。

### 台風11号（ナルガエ）
201711・13W

7月31日9時（協定世界時31日0時）、南鳥島近海で熱帯低気圧が発生した。気象庁は台風に発達する可能性があるとして同日15時に台風情報を発表した。合同台風警報センター（JTWC）は熱帯低気圧番号13Wを付番した。13Wは8月2日9時（協定世界時2日0時）、ウェーク島近海の北緯25度25分、東経165度40分で台風となり、アジア名ナルガエ（Nalgae）と命名された。台風は日本のはるか東海上を北上し、6日9時に北緯40度、東経159度で温帯低気圧に変わった。

### 台風12号（バンヤン）
201712・14W

8月11日9時（協定世界時11日0時）にウェーク島近海で発生した熱帯低気圧が、同日21時に北緯17度25分、東経167度55分で台風となり、アジア名バンヤン（Banyan）と命名された。台風は太平洋上を北上し、17日15時にアリューシャンの南の北緯43度、東経176度で温帯低気圧に変わった。

### 台風13号（ハト）
201713・15W・イサン
8月18日頃に形成が始まった低圧部が、19日21時（協定世界時19日12時）にフィリピンの東海上で熱帯低気圧になった。合同台風警報センター（JTWC）は同日23時（協定世界時19日14時）に熱帯低気圧形成警報（TCFA）を発した。20日、JTWCは熱帯低気圧番号15Wを付番し、フィリピン大気地球物理天文局（PAGASA）はフィリピン名イサン（Isang）と命名した。同日15時、15Wはフィリピンの東の北緯19度50分、東経128度5分で台風となり、アジア名ハト（Hato）と命名された。命名国は日本で、「はと座」に由来する。台風は発達しながら南シナ海を西進し、23日に強い勢力で香港やマカオなどに接近し、暴風雨をもたらした。香港天文台は同日9時10分（日本時間10時10分）、警報レベルを5年ぶりにシグナル10に引き上げた。その後午後に華南の広東省珠海市付近に上陸した。同省及びマカオで翌24日までに計16人が死亡したほか、大規模な停電も発生し、香港国際空港でも480便の航空機が欠航となるなど、被害が広がった。台風は24日15時、華南の北緯24度、東経106度で熱帯低気圧に変わった。

### 台風14号（パカー）
201714・16W・ジョーリナ
| 台風による被害の様子 |  | 台風による被害の様子 |
| 台風による被害の様子 |  |                      |

8月24日9時、フィリピンの東海上で熱帯低気圧が発生、同日10時（協定世界時24日1時）に合同台風警報センター（JTWC）は熱帯低気圧形成警報（TCFA）を発した。フィリピン大気地球物理天文局（PAGASA）は同日18時にフィリピン名ジョリーナ（Jolina）と命名した。JTWCは熱帯低気圧番号16Wを付番した。16Wは25日3時に北緯15度20分、東経124度50分で台風となり、アジア名パカー（Pakhar）と命名された。25日夜遅くにルソン島のアウロラ州に上陸した。その後、27日に中国の広東省江門市内の台山に上陸した。台風はこの上陸直前に勢力のピークに達し、暴風域を伴っていた。この台風の影響でフィリピンでは各地で洪水が発生、マカオでは4日前に台風13号が直撃したばかりという状況で気象局がシグナル8の警報を発令した。28日3時に華南の北緯25度、東経109度で熱帯低気圧に変わった。
事後解析では、一時大型の台風となっていた。

### 台風15号（サンヴー）
201715・17W

8月26日頃に形成が始まった低圧部が、27日9時に熱帯低気圧になった。合同台風警報センター（JTWC）は同日15時（協定世界時27日6時）に熱帯低気圧形成警報（TCFA）を発した。熱帯低気圧は28日15時にマリアナ諸島近海の北緯19度40分、東経146度55分で台風となり、アジア名サンヴー（Sanvu）と命名された。30日から9月1日にかけて父島周辺に停滞し、総降水量330mmを超える50年に一度の記録的大雨をもたらしたのち、日本の東海上を北上し、3日21時に千島近海の北緯45度、東経154度で温帯低気圧に変わった。

### 台風16号（マーワー）
201716・18W

8月28日18時にフィリピンの東で発生した熱帯低気圧に対して、気象庁は台風に発達する可能性があるとして台風情報を発表したものの、あまり発達がみられなかったため、気象庁は29日に情報の発表を一時止め、熱帯低気圧は低圧部に衰弱した。その後30日に再び熱帯低気圧に発達し、31日にかけてバシー海峡を西進した。9月1日3時（協定世界時8月31日18時）に南シナ海の北緯19度10分、東経118度25分で台風となり、アジア名マーワー（Mawar）と命名された。4日9時に華南の北緯23度、東経114度で熱帯低気圧に変わった。

### 台風17号（グチョル）
201717・19W・キコ

9月4日3時、フィリピンの東で熱帯低気圧が発生した。6日9時（協定世界時6日0時）に南シナ海の北緯20度10分、東経120度20分で台風となり、アジア名グチョル（Guchol）と命名された。台風はほとんど発達せずに7日3時に南シナ海の北緯22度、東経119度で熱帯低気圧に変わった。

### 台風18号（タリム）
201718・20W・ラニー
9月7日21時にマリアナ諸島の東で熱帯低気圧が発生し、合同台風警報センター（JTWC）は熱帯低気圧番号20Wを付番した。20Wは9日21時に北緯15度25分、東経143度10分で台風となり、アジア名タリム（Talim）と命名された。11日午後にはフィリピンの監視領域に進入し、フィリピン大気地球物理天文局（PAGASA）はフィリピン名ラニー（Lannie）と命名した。9月17日11時半ごろ、鹿児島県の薩摩半島を通過後、同日12時頃に同県垂水市付近に上陸した。その後高知県と兵庫県にも上陸し、さらには北海道にも上陸したことにより観測史上初めて日本の本土4島全てに台風が上陸したと報じられていた。
しかし、後日に発表された確定値によると北海道に上陸する前の18日3時に日本海の北緯37.8度、東経138.7度で温帯低気圧に変わったことになっており、観測史上初の日本の本土4島上陸は取り消されることとなった。

### 台風19号（トクスリ）
201719・21W・マーリン

9月10日頃にフィリピンの東で形成が始まった低圧部が、11日3時に熱帯低気圧に昇格。合同台風警報センター（JTWC）は熱帯低気圧番号21Wを付番、フィリピン大気地球物理天文局（PAGASA）はフィリピン名マーリン（Maring）と命名した。21Wはルソン島を横断後、南シナ海に抜けた12日21時に北緯14度40分、東経119度0分で台風となり、アジア名トクスリ（Dokusuri）と命名された。15日にはベトナムのゲアン省に上陸し、4人の死者を出した。16日9時にタイの北緯19度、東経101度で熱帯低気圧に変わった。

### 台風20号（カーヌン）
201720・24W・オデッテ

10月6日頃にポンペイ島近海で形成が始まった低圧部が発達しながら西進、11日9時にフィリピンの東で熱帯低気圧になった。フィリピン大気地球物理天文局（PAGASA）は12日0時（フィリピン標準時11日23時）にフィリピン名オデッテ（Odette）と命名した。合同台風警報センター（JTWC）は12日5時（協定世界時11日20時）に熱帯低気圧形成警報（TCFA）を発し、同日熱帯低気圧番号24Wを付番した。24Wは同日21時に北緯17度50分、東経123度40分で台風となり、アジア名カーヌン（Khanun）と命名された。台風19号が9月12日に発生して以来、1か月ぶりの台風発生となった。

### 台風21号（ラン）
201721・25W・パオロ
10月14日頃にヤップ島近海で形成が始まった低圧部に対し、合同台風警報センター（JTWC）は同日11時30分（協定世界時14日2時30分）に熱帯低気圧形成警報（TCFA）を発した。低圧部は15日3時に熱帯低気圧になり、JTWCは同日に熱帯低気圧番号25Wを付番した。25Wは16日3時にカロリン諸島の北緯9度40分、東経136度10分で台風となり、アジア名ラン（Lan）と命名された。フィリピン大気地球物理天文局（PAGASA）はフィリピン名パオロ（Paolo）と命名した。20日15時には超大型の台風になった。その後も北上し、23日3時頃に静岡県掛川市付近に上陸した。同日9時に福島県沖で温帯低気圧に変わった。
平成30年（2018年）3月30日に、気象庁より、確定値に誤りがあったことが発表された。超大型になったのは、23日0時になっており、上陸直前12時間前の、22日15時まで、本台風の最低気圧、915hPaを記録していることとなった。上陸時の気圧は、950hPa。上陸時の風速は、風速40m/sになっており、変更はされていない。
台風は温帯低気圧になった後も発達し、970hPaまで発達したが、北海道の東を東進していた発達中の低気圧と合体する形で消滅した。

その低気圧は936hPaまで発達した。

### 台風22号（サオラー）
201722・27W・ケーダン
10月19日5時30分（協定世界時18日20時30分）に合同台風警報センター（JTWC）が熱帯低気圧形成警報（TCFA）を発したマリアナ諸島の東の擾乱について、気象庁は19日9時に低圧部と解析、同日15時には熱帯低気圧と解析した。JTWCは20日に熱帯低気圧番号27Wを付番した。JTWCは20日9時時点で台風（トロピカル・ストーム）の勢力に達したとしていたが、後日取り消されていた。JTWCの新たな情報によると、10月24日6時に台風（トロピカル・ストーム）の勢力に達したとしている。気象庁では同日15時に北緯11度30分、東経141度0分で台風となったとしている。アジア名サオラー（Saola）と命名された。25日夜にはフィリピン大気地球物理天文局（PAGASA）によってフィリピン名ケーダン（Quedan）と命名された。その後は発達しながら北上、西日本・東日本の太平洋側、奄美地方、沖縄県に大荒れの天気をもたらし、30日0時に三陸沖（北緯38度、東経144度）で温帯低気圧となった。30日正午には千島近海で944hPaに達し爆弾低気圧となった。台風の中心が陸地から離れていたことから、本州・四国では21号のような豪雨にはならなかったが、宮崎県では記録的な大雨となった。また、湖西線・阪和線は、30日の午前中まで運休した。

この台風により、重傷者5人・軽傷者17人の人的被害のほか、全壊4棟・半壊3棟・一部破損178棟・床上浸水37棟・床下浸水183棟の住家被害が生じた。

### 台風23号（ダムレイ）
201723・28W・ラミル
10月28日頃にカロリン諸島近海で形成が始まった低圧部が、31日3時にフィリピンの東で熱帯低気圧になった。フィリピン大気地球物理天文局（PAGASA）は11月1日3時（フィリピン標準時1日2時）にフィリピン名ラミル（Ramil）と命名した。合同台風警報センター（JTWC）は同日5時30分（協定世界時10月31日20時30分）に熱帯低気圧形成警報（TCFA）を発し、その後熱帯低気圧番号28Wを付番した。28Wは2日9時に南シナ海の北緯12度35分、東経117度30分で台風となり、アジア名ダムレイ（Damrey）と命名された。また、この台風から、2000年（平成12年）以降使用されている台風のアジア名は4巡目に突入した。4日21時にカンボジアの北緯13度、東経106度で熱帯低気圧に変わった。ベトナムでは、2017年ベトナムAPEC（開催地はダナン）開催期間中に現地での被害状況が徐々に明らかになり、7日までに69人の死亡が確認され、数十人が行方不明となっている。

### 台風24号（ハイクイ）
201724・30W・サロメ

11月8日にフィリピンの東で形成が始まった低圧部に対し、合同台風警報センター（JTWC）は9日4時30分（協定世界時8日19時30分）に熱帯低気圧形成警報（TCFA）を発した。その後、フィリピン大気地球物理天文局（PAGASA）は同日9時（フィリピン標準時9日8時）にフィリピン名サロメ（Salome）と命名、JTWCは熱帯低気圧番号30Wを付番した。30Wは同日21時にルソン島上の北緯13度50分、東経121度20分で台風となり、アジア名ハイクイ（Haikui）と命名された。12日15時に南シナ海の北緯17度、東経112度で熱帯低気圧に変わった。

### 台風25号（キロギー）
201725・31W・ティノ

11月14日頃にヤップ島南方で形成が始まった低圧部が、16日21時にセレベス海で熱帯低気圧になった。合同台風警報センター（JTWC）は17日6時（協定世界時16日21時）に熱帯低気圧形成警報（TCFA）を発し、フィリピン大気地球物理天文局（PAGASA）は17日12時（フィリピン標準時17日11時）にフィリピン名ティノ（Tino）と命名した。その後、JTWCは熱帯低気圧番号31Wを付番した。31Wは18日6時に南シナ海の北緯10度55分、東経115度40分で台風となり、アジア名キロギー（Kirogi）と命名された。19日3時に北緯11度、東経112度で熱帯低気圧に変わった。

### 台風26号（カイタク）
201726・32W・ウルドゥヤ
12月10日頃にカロリン諸島で形成が始まった低圧部について、フィリピン大気地球物理天文局（PAGASA）は12日18時（フィリピン標準時12日17時）にフィリピン名ウルドゥヤ（Urduja）と命名した。合同台風警報センター（JTWC）は13日12時30分（協定世界時3時30分）に熱帯低気圧形成警報（TCFA）を発し、14日朝には熱帯低気圧番号32Wを付番した。気象庁は32Wは同日3時にフィリピンの東で熱帯低気圧となった後、同日9時に北緯11度、東経127.4度で台風となったとした。アジア名カイタク（Kai-tak）と命名された。その後台風は16日21時に一旦熱帯低気圧に弱まったものの、南シナ海に抜けてやや発達し、20日9時に台風に復活した。21日21時には再び熱帯低気圧に変わった。
台風の影響で、フィリピンでは地滑りが発生して、ビリラン州で少なくとも27人が死亡・24人が行方不明となっている。

なお、この台風のアジア名である「カイタク（Kai-tak）」は、この台風限りで使用中止となり、次順からは「インニョン（Yun-yeung）」というアジア名が使用されることになった。

### 台風27号（テンビン）
201727・33W・ヴィンタ
12月16日頃にチューク近海で形成が始まった低圧部が、同日9時に熱帯低気圧に発達した。熱帯低気圧は18日には低圧部に降格したものの、20日9時にパラオ近海で再び熱帯低気圧に昇格した。同日18時（協定世界時20日9時・フィリピン標準時20日17時）、合同台風警報センター（JTWC）は熱帯低気圧形成警報（TCFA）を発し、フィリピン大気地球物理天文局（PAGASA）はフィリピン名ヴィンタ（Vinta）と命名した。熱帯低気圧は21日3時にミンダナオ島の東（北緯8.6度分・東経130.9度）で台風となり、アジア名テンビン（Tembin）と命名された。台風は22日にミンダナオ島に上陸したため、同島を中心に大雨による洪水や地滑りが発生し、200人以上が死亡した。台風はその後、25日21時にベトナムの南の南シナ海で熱帯低気圧に変わった。

## 気象庁が「台風」に分類しなかった熱帯低気圧
熱帯低気圧番号（○○W）は、合同台風警報センター（JTWC）が熱帯低気圧と認めたものに付与し、同機関をはじめ海外の各気象機関で用いられる。フィリピン大気地球物理天文局（PAGASA）がフィリピン名を命名している場合、フィリピン名も併記。また、熱帯低気圧番号がない場合も、気象庁が熱帯低気圧としたものを以下、単に「TD」と示す。

### TD 01W（アウリング）
1月6日にミンダナオ島の東で形成が始まった低気圧96Wについて、気象庁は1月7日9時（協定世界時7日0時）に熱帯低気圧に昇格したと発表した。フィリピン大気地球物理天文局（PAGASA）は現地時間7日11時（協定世界時7日3時）にフィリピン名アウリング（Auring）と命名して監視を開始した。同局は、10日午前にアウリングのスールー海付近での低圧部への降格を発表した。その後、11日3時に熱帯低気圧に復活するも、同日9時には再び降格。こうして昇降格を繰り返したアウリングだったが、同日15時に昇格してからは熱帯低気圧のまま南シナ海を西進した。16日午後にはホーチミンの南で消滅した。

### TD（ビシン）
2月1日頃にカロリン諸島のヤップ島近海で形成が始まった低圧部が、3日15時（協定世界時3日6時）に熱帯低気圧に昇格した。フィリピン大気地球物理天文局（PAGASA）は現地時間3日17時（協定世界時3日9時）にフィリピン名ビシン(Bising)を命名した。フィリピンの東海上に停滞したビシンは、8日9時に低圧部に降格した。

### JMA TD 3
3月19日頃にミンダナオ島の東で形成が始まった低圧部が、20日15時（協定世界時20日6時）にボホール島付近で熱帯低気圧に昇格した。21日9時に消滅したのち、同日15時に復活するも21時には再び消滅した。

### TD 02W（クリシン）
4月11日頃に形成が始まり、低気圧番号92Wを付与された低圧部が、一時的に不明瞭になるも13日9時にパラオ近海で熱帯低気圧となり、合同台風警報センター（JTWC）も同日に熱帯低気圧形成警報（TCFA）を発した。14日午後にはJTWCが熱帯低気圧番号02Wを付番、またフィリピン大気地球物理天文局（PAGASA）もフィリピン名クリシン（Crising）と命名した。フィリピンを横断し、セブ島に洪水をもたらした。これにより17日朝までに少なくとも10名の死亡が確認されている。その後南シナ海を北上しバシー海峡に達したが、20日に消滅した。

### JMA TD 7
6月29日9時（協定世界時29日0時）、沖縄本島の南で発生した。熱帯低気圧は東シナ海をゆっくりと北上した。直接の影響は少なかったが、暖湿気の影響で梅雨前線が活発化し、西日本を中心に局地的に激しい雨が降り、特に長崎県壱岐市芦辺では24時間降水量が観測史上1位の432.5mmに達するなど、記録的な大雨となった。

### JMA TD 9
7月4日9時（協定世界時4日0時）、フィリピンの東で発生した。その後は東シナ海を北上し、7日15時に不明瞭になったが、この熱帯低気圧の暖湿気は九州北部での豪雨をもたらした一因となった。

### JMA TD 10
7月11日15時（協定世界時11日6時）に小笠原諸島近海で発生した普通の低気圧が、13日15時以降熱帯低気圧と解析された。その後は北東進し、16日15時に日本の東で不明瞭になった。

### JMA TD 17
7月26日3時、ウェーク島近海で発生した。29日21時に普通の低気圧に変わった。

### JMA TD 23
8月26日3時、南シナ海で発生した。27日3時には不明瞭になった。

### TD 22W（ナンド）
9月19日頃にグアム周辺で形成が始まった低圧部が、23日9時にルソン島西方の南シナ海上で熱帯低気圧に昇格。同日18時（フィリピン標準時23日17時）にフィリピン大気地球物理天文局（PAGASA）はフィリピン名ナンド（Nando）と命名、24日0時（協定世界時23日15時）に合同台風警報センター（JTWC）は熱帯低気圧形成警報（TCFA）を発した。その後、JTWCは熱帯低気圧番号22Wを付番した。9月25日にベトナムに上陸し、同日に消滅した。

### TD 23W
10月5日頃にフィリピンの東で形成が始まった低圧部が、7日9時に熱帯低気圧になった。合同台風警報センター（JTWC）は8日19時（協定世界時8日10時）に熱帯低気圧形成警報（TCFA）を発した。8日にはルソン島に上陸して南シナ海へと進んだ。JTWCは9日に熱帯低気圧番号23Wを付番した。気象庁も、台風に発達する可能性があるとして同日には台風情報を発表したものの、台風の勢力には至らず、10日9時にはベトナムのハティン省付近に上陸したということで情報の発表を止めた。

### TD 26W
南シナ海で形成が始まった低気圧94Wについて、合同台風警報センター（JTWC）は10月18日17時30分（協定世界時18日8時30分）に熱帯低気圧形成警報（TCFA）を発した。19日3時（協定世界時18日18時）にJTWCは熱帯低気圧番号26Wを付番し、予報を開始した。しかし、19日15時時点で気象庁は低圧部にすら分類しなかった。JTWCも19日18時（協定世界時19日9時）には最終警報を発した。

### TD 29W
10月29日頃に南シナ海で形成が始まった低圧部が、30日21時に熱帯低気圧になった。合同台風警報センター（JTWC）は31日10時30分（協定世界時31日1時30分）に熱帯低気圧形成警報（TCFA）を発したが、発達は見込めないとして2日7時30分（協定世界時1日22時30分）に取り消した。

その後、4日には気象庁の天気図から熱帯低気圧の表示は消え、熱帯低気圧としてはかなり不明瞭になったものの、JTWCは5日16時30分（協定世界時5日7時30分）に再びTCFAを発し、6日には熱帯低気圧番号29Wを付番した。この時点で29Wはタイランド湾に存在した。7日21時には東経100度線より西の、気象庁の観測対象域外に出た模様。

### JMA TD 43
12月30日にパラオ近海で形成した低圧部が、同日15時に熱帯低気圧になった。年を跨いで2018年1月1日18時（フィリピン標準時1日17時）にフィリピン大気地球物理天文局（PAGASA）はフィリピン名アガトン
（Agaton）と命名、同日22時30分（協定世界時1日13時30分）に合同台風警報センター（JTWC）は熱帯低気圧形成警報（TCFA）を発した。その後、JTWCは熱帯低気圧番号01Wを付番した。01Wは3日9時に南シナ海の北緯10度40分、東経116度5分で台風となり、アジア名ボラヴェン（Bolaven）と命名された。

台風として発生したのは2018年なので、本記事では台風に含めていない。

## 各台風・熱帯低気圧名

PAGASAの熱帯低気圧監視エリア

順番はアジア名「ダムレイ」が1とされている。また、フィリピン名は熱帯低気圧が監視エリアに入ったとき、フィリピン大気地球物理天文局（PAGASA）が命名するもの。
なお、台風13号のハト（Hato）や台風26号のカイタク（Kai-tak）、台風27号のテンビン（Tembin）は大きな被害を与えたため、この台風をもって引退となる。4巡目以降は新しいアジア名ヤマネコ（Yamaneko）、インニョン（Yun-yeung）、コイヌ（Koinu）にそれぞれ変更される。
| 台風       | アジア名 | アジア名 | アジア名     | アジア名         | アジア名     | フィリピン名 | フィリピン名 |
| 台風       | 順番     | 名称     | 読み         | 意味・由来       | 命名国・地域 | 名称         | 読み         |
| ---------- | -------- | -------- | ------------ | ---------------- | ------------ | ------------ | ------------ |
| 1号 [03W]  | 119      | Muifa    | ムイファー   | 梅の花           | マカオ       | Dante        | ダンテ       |
| 2号 [04W]  | 120      | Merbok   | マールボック | 鳥の名前         | マレーシア   | -            | -            |
| 3号 [05W]  | 121      | Nanmadol | ナンマドル   | 有名な遺跡の名前 | ミクロネシア | Emong        | エモン       |
| 4号 [06W]  | 122      | Talas    | タラス       | 鋭さ             | フィリピン   | -            | -            |
| 5号 [07W]  | 123      | Noru     | ノルー       | のろじか（鹿）   | 韓国         | -            | -            |
| 6号 [09W]  | 124      | Kulap    | クラー       | ばら             | タイ         | -            | -            |
| 7号 [10W]  | 125      | Roke     | ロウキー     | 男性の名前       | アメリカ     | Fabian       | ファビアン   |
| 8号 [08W]  | 126      | Sonca    | ソンカー     | さえずる鳥       | ベトナム     | -            | -            |
| 9号 [11W]  | 127      | Nesat    | ネサット     | 漁師             | カンボジア   | Gorio        | ゴリオ       |
| 10号 [12W] | 128      | Haitang  | ハイタン     | 海棠             | 中国         | Huaning      | ヒュアニン   |
| 11号 [13W] | 129      | Nalgae   | ナルガエ     | つばさ           | 北朝鮮       | -            | -            |
| 12号 [14W] | 130      | Banyan   | バンヤン     | 木の名前         | 香港         | -            | -            |
| 13号 [15W] | 131      | Hato     | ハト         | はと座           | 日本         | Isang        | イサン       |
| 14号 [16W] | 132      | Pakhar   | パカー       | 淡水魚の名前     | ラオス       | Jolina       | ジョリーナ   |
| 15号 [17W] | 133      | Sanvu    | サンヴー     | 珊瑚             | マカオ       | -            | -            |
| 16号 [18W] | 134      | Mawar    | マーワー     | ばら             | マレーシア   | -            | -            |
| 17号 [19W] | 135      | Guchol   | グチョル     | うこん           | ミクロネシア | Kiko         | キコ         |
| 18号 [20W] | 136      | Talim    | タリム       | 鋭い刃先         | フィリピン   | Lannie       | ラニー       |
| 19号 [21W] | 137      | Doksuri  | トクスリ     | 鷲               | 韓国         | Maring       | マリン       |
| 20号 [24W] | 138      | Khanun   | カーヌン     | 果物の名前       | タイ         | Odette       | オデッテ     |
| 21号 [25W] | 139      | Lan      | ラン         | 嵐               | アメリカ     | Paolo        | パオロ       |
| 22号 [27W] | 140      | Saola    | サオラー     | ベトナムレイヨウ | ベトナム     | Quedan       | ケーダン     |
| 23号 [28W] | 1        | Damrey   | ダムレイ     | 象               | カンボジア   | Ramil        | ラミル       |
| 24号 [30W] | 2        | Haikui   | ハイクイ     | イソギンチャク   | 中国         | Salome       | サロメ       |
| 25号 [31W] | 3        | Kirogi   | キロギー     | 雁               | 北朝鮮       | Tino         | ティノ       |
| 26号 [32W] | 4        | Kai-tak  | カイタク     | 啓徳（旧空港名） | 香港         | Urduja       | ウルドゥヤ   |
| 27号 [33W] | 5        | Tembin   | テンビン     | 天秤座           | 日本         | Vinta        | ヴィンタ     |

| 熱帯低気圧 | フィリピン名 | フィリピン名 |
| 熱帯低気圧 | 名称         | 読み         |
| ---------- | ------------ | ------------ |
| 01W        | Auring       | アウリング   |
| TD         | Bising       | ビシン       |
| 02W        | Crising      | クリシン     |
| 22W        | Nando        | ナンド       |

## 各熱帯低気圧の影響
| 台風・ 熱帯低気圧                 | 期間                   | 大きさ・ 強さ      | 階級 | 最大風速     | 最低気圧 | 被害(接近)地域                                   | 被害額 (百万ドル) | 死者数(人) | 出典 |
| --------------------------------- | ---------------------- | ------------------ | ---- | ------------ | -------- | ------------------------------------------------ | ----------------- | ---------- | ---- |
| 01W (Auring)                      | 1月7日〜16日           | -                  | TD   | 15m/s(30kt)  | 1002hPa  | フィリピン                                       | 0.14              | 1          |      |
| 01W (Auring)                      | 1月7日〜16日           | -                  | TD   | 30kt         | -        | フィリピン                                       | 0.14              | 1          |      |
| TD (Bising)                       | 2月3日〜8日            | -                  | TD   | 15m/s(30kt)  | 1000hPa  | カロリン諸島、フィリピン                         | -                 | -          |      |
| TD                                | 3月20日〜21日          | -                  | TD   | 不明         | 1008hPa  | フィリピン                                       | -                 | -          |      |
| 02W (Crising)                     | 4月13日〜20日          | -                  | TD   | 15m/s(30kt)  | 1006hPa  | パラオ、フィリピン、台湾                         | 1.7               | 10         |      |
| 02W (Crising)                     | 4月13日〜20日          | -                  | TD   | 25kt         | -        | パラオ、フィリピン、台湾                         | 1.7               | 10         |      |
| 台風1号 [03W] (Muifa, Dante)      | 4月23日〜29日          | -                  | TS   | 18m/s(35kt)  | 1002hPa  | カロリン諸島                                     | -                 | -          | 図表 |
| 台風1号 [03W] (Muifa, Dante)      | 4月23日〜29日          | -                  | TS   | 40kt         | -        | カロリン諸島                                     | -                 | -          | 図表 |
| 台風2号 [04W] (Merbok)            | 6月10日〜13日          | -                  | STS  | 30m/s(55kt)  | 985hPa   | フィリピン、華南                                 | 38.2              | 1          | 図表 |
| 台風2号 [04W] (Merbok)            | 6月10日〜13日          | -                  | TS   | 45kt         | -        | フィリピン、華南                                 | 38.2              | 1          | 図表 |
| TD                                | 6月29日〜7月2日        | -                  | TD   | 不明         | 1008hPa  | 日本                                             | -                 | -          |      |
| 台風3号 [05W] (Nanmandol, Emong)  | 7月1日〜5日            | -                  | STS  | 30m/s(55kt)  | 985hPa   | 日本                                             | 926               | 36         | 図表 |
| 台風3号 [05W] (Nanmandol, Emong)  | 7月1日〜5日            | -                  | TY   | 65kt         | -        | 日本                                             | 926               | 36         | 図表 |
| TD                                | 7月4日〜7日            | -                  | TD   | 不明         | 1010hPa  | -                                                | -                 | -          |      |
| TD                                | 7月13日〜16日          | -                  | TD   | 不明         | 1006hPa  | -                                                | -                 | -          |      |
| 台風4号 [06W] (Talas)             | 7月14日〜18日          | -                  | STS  | 25m/s(50kt)  | 985hPa   | 華南、インドシナ半島                             | 43.7              | 14         | 図表 |
| 台風4号 [06W] (Talas)             | 7月14日〜18日          | -                  | TS   | 50kt         | -        | 華南、インドシナ半島                             | 43.7              | 14         | 図表 |
| 台風5号 [07W] (Noru)              | 7月19日〜8月9日        | 非常に強い         | TY   | 50m/s(95kt)  | 935hPa   | 日本                                             | -                 | 2          | 図表 |
| 台風5号 [07W] (Noru)              | 7月19日〜8月9日        | 非常に強い         | STY  | 135kt        | -        | 日本                                             | -                 | 2          | 図表 |
| 台風6号 [09W] (Kulap)             | 7月20日〜26日          | -                  | TS   | 20m/s(40kt)  | 1002hPa  | -                                                | -                 | -          | 図表 |
| 台風6号 [09W] (Kulap)             | 7月20日〜26日          | -                  | TS   | 50kt         | -        | -                                                | -                 | -          | 図表 |
| 台風8号 [08W] (Sonca)             | 7月21日〜30日          | -                  | TS   | 18m/s(35kt)  | 994hPa   | 華南、インドシナ半島                             | 7.3               | 37         | 図表 |
| 台風8号 [08W] (Sonca)             | 7月21日〜30日          | -                  | TS   | 45kt         | -        | 華南、インドシナ半島                             | 7.3               | 37         | 図表 |
| 台風7号 [10W] (Roke, Fabian)      | 7月21日〜23日          | -                  | TS   | 18m/s(35kt)  | 1002hPa  | フィリピン、台湾、華南                           | -                 | -          | 図表 |
| 台風7号 [10W] (Roke, Fabian)      | 7月21日〜23日          | -                  | TS   | 35kt         | -        | フィリピン、台湾、華南                           | -                 | -          | 図表 |
| 台風9号 [11W] (Nesat, Gorio)      | 7月25日〜31日          | 強い               | TY   | 40m/s(80kt)  | 960hPa   | フィリピン、台湾、中国、日本                     | 6.06              | 2          | 図表 |
| 台風9号 [11W] (Nesat, Gorio)      | 7月25日〜31日          | 強い               | TY   | 90kt         | -        | フィリピン、台湾、中国、日本                     | 6.06              | 2          | 図表 |
| TD                                | 7月26日〜29日          | -                  | TD   | 不明         | 1006hPa  | -                                                | -                 | -          |      |
| 台風10号 [12W] (Haitang, Huaning) | 7月27日〜8月3日        | -                  | TS   | 23m/s(45kt)  | 985hPa   | フィリピン、台湾、中国                           | 3.83              | -          | 図表 |
| 台風10号 [12W] (Haitang, Huaning) | 7月27日〜8月3日        | -                  | TS   | 45kt         | -        | フィリピン、台湾、中国                           | 3.83              | -          | 図表 |
| 台風11号 [13W] (Nalgae)           | 7月31日〜8月6日        | -                  | TS   | 23m/s(45kt)  | 990hPa   | -                                                | -                 | -          | 図表 |
| 台風11号 [13W] (Nalgae)           | 7月31日〜8月6日        | -                  | TS   | 60kt         | -        | -                                                | -                 | -          | 図表 |
| 台風12号 [14W] (Banyan)           | 8月9日〜17日           | 強い               | TY   | 40m/s(80kt)  | 955hPa   | -                                                | -                 | -          | 図表 |
| 台風12号 [14W] (Banyan)           | 8月9日〜17日           | 強い               | TY   | 110kt        | -        | -                                                | -                 | -          | 図表 |
| 台風13号 [15W] (Hato, Isang)      | 8月17日〜25日          | 強い               | TY   | 40m/s(75kt)  | 965hPa   | フィリピン、台湾、香港、中国、ベトナム           | 2,890             | 26         | 図表 |
| 台風13号 [15W] (Hato, Isang)      | 8月17日〜25日          | 強い               | TY   | 100kt        | -        | フィリピン、台湾、香港、中国、ベトナム           | 2,890             | 26         | 図表 |
| 台風14号 [16W] (Pakhar, Jolina)   | 8月24日〜28日          | 大型               | STS  | 30m/s(55kt)  | 985hPa   | フィリピン、華南                                 | 49                | 8          | 図表 |
| 台風14号 [16W] (Pakhar, Jolina)   | 8月24日〜28日          | 大型               | TS   | 60kt         | -        | フィリピン、華南                                 | 49                | 8          | 図表 |
| TD                                | 8月26日〜27日          | -                  | TD   | 不明         | 1002hPa  | -                                                | -                 | -          |      |
| 台風15号 [17W] (Sanvu)            | 8月27日〜9月3日        | 大型・強い         | TY   | 40m/s(80kt)  | 955hPa   | -                                                | -                 | 1          | 図表 |
| 台風15号 [17W] (Sanvu)            | 8月27日〜9月3日        | 大型・強い         | TY   | 90kt         | -        | -                                                | -                 | 1          | 図表 |
| 台風16号 [18W] (Mawar)            | 8月28日〜9月4日        | -                  | STS  | 25m/s(50kt)  | 990hPa   | 華南                                             | -                 | -          | 図表 |
| 台風16号 [18W] (Mawar)            | 8月28日〜9月4日        | -                  | TS   | 40kt         | -        | 華南                                             | -                 | -          | 図表 |
| 台風17号 [19W] (Guchol, Kiko)     | 9月4日〜8日            | -                  | TS   | 18m/s(35kt)  | 1000hPa  | フィリピン、台湾                                 | -                 | -          | 図表 |
| 台風17号 [19W] (Guchol, Kiko)     | 9月4日〜8日            | -                  | TD   | 30kt         | -        | フィリピン、台湾                                 | -                 | -          | 図表 |
| 台風18号 [20W] (Talim, Lannie)    | 9月7日〜18日           | 大型・非常に強い   | TY   | 50m/s(95kt)  | 935hPa   | マリアナ諸島、日本、台湾、中国、ロシア           | -                 | -          | 図表 |
| 台風18号 [20W] (Talim, Lannie)    | 9月7日〜18日           | 大型・非常に強い   | TY   | 120kt        | -        | マリアナ諸島、日本、台湾、中国、ロシア           | -                 | -          | 図表 |
| 台風19号 [21W] (Dokusuri, Maring) | 9月11日〜16日          | 強い               | TY   | 40m/s(80kt)  | 955hPa   | フィリピン、インドシナ半島、バングラデシュ、華南 | -                 | -          | 図表 |
| 台風19号 [21W] (Dokusuri, Maring) | 9月11日〜16日          | 強い               | TY   | 95kt         | -        | フィリピン、インドシナ半島、バングラデシュ、華南 | -                 | -          | 図表 |
| 22W (Nando)                       | 9月23日〜25日          | -                  | TD   | 不明         | 1002hPa  | フィリピン、華南、台湾、ベトナム                 | -                 | -          |      |
| 22W (Nando)                       | 9月23日〜25日          | -                  | TD   | 30kt         | -        | フィリピン、華南、台湾、ベトナム                 | -                 | -          |      |
| 23W                               | 10月7日〜10日          | -                  | TD   | 15m/s(30kt)  | 1000hPa  | フィリピン、華南                                 | -                 | -          |      |
| 23W                               | 10月7日〜10日          | -                  | TD   | 30kt         | -        | フィリピン、華南                                 | -                 | -          |      |
| 台風20号 [24W] (Khanun, Odette)   | 10月11日〜16日         | 強い               | TY   | 40m/s(75kt)  | 955hPa   | フィリピン                                       | -                 | -          | 図表 |
| 台風20号 [24W] (Khanun, Odette)   | 10月11日〜16日         | 強い               | TY   | 90kt         | -        | フィリピン                                       | -                 | -          | 図表 |
| 台風21号 [25W] (Lan, Paolo)       | 10月15日〜23日         | 超大型・非常に強い | TY   | 50m/s(100kt) | 915hPa   | カロリン諸島、日本、ロシア、フィリピン           | -                 | -          | 図表 |
| 台風21号 [25W] (Lan, Paolo)       | 10月15日〜23日         | 超大型・非常に強い | STY  | 135kt        | -        | カロリン諸島、日本、ロシア、フィリピン           | -                 | -          | 図表 |
| 26W                               | 10月18日〜19日         | -                  | -    | -            | -        | フィリピン                                       | -                 | -          |      |
| 26W                               | 10月18日〜19日         | -                  | TD   | 25kt         | 1002hPa  | フィリピン                                       | -                 | -          |      |
| 台風22号 [27W] (Saola, Quedan)    | 10月19日〜30日         | -                  | STS  | 30m/s(60kt)  | 975hPa   | マリアナ諸島、カロリン諸島、日本                 | -                 | -          | 図表 |
| 台風22号 [27W] (Saola, Quedan)    | 10月19日〜30日         | -                  | TY   | 65kt         | -        | マリアナ諸島、カロリン諸島、日本                 | -                 | -          | 図表 |
| TD                                | 10月30日〜11月7日      | -                  | TD   | 不明         | 1006hPa  | ベトナム、マレーシア                             | -                 | -          |      |
| 台風23号 [28W] (Damrey, Ramil)    | 10月31日〜11月5日      | 強い               | TY   | 35m/s(70kt)  | 970hPa   | フィリピン、ベトナム、カンボジア                 | -                 | -          | 図表 |
| 台風23号 [28W] (Damrey, Ramil)    | 10月31日〜11月5日      | 強い               | TY   | 90kt         | -        | フィリピン、ベトナム、カンボジア                 | -                 | -          | 図表 |
| 台風24号 [30W] (Haikui, Salome)   | 11月9日〜13日          | -                  | TS   | 20m/s(40kt)  | 998hPa   | フィリピン、華南、ベトナム                       | -                 | -          | 図表 |
| 台風24号 [30W] (Haikui, Salome)   | 11月9日〜13日          | -                  | TS   | 45kt         | -        | フィリピン、華南、ベトナム                       | -                 | -          | 図表 |
| 台風25号 [31W] (Kirogi, Tino)     | 11月16日〜20日         | -                  | TS   | 18m/s(35kt)  | 1000hPa  | フィリピン、ボルネオ島、インドシナ半島           | -                 | -          | 図表 |
| 台風25号 [31W] (Kirogi, Tino)     | 11月16日〜20日         | -                  | TS   | 35kt         | -        | フィリピン、ボルネオ島、インドシナ半島           | -                 | -          | 図表 |
| 台風26号 [32W] (Kai-tak, Urduja)  | 12月14日〜24日         | -                  | TS   | 20m/s(40kt)  | 994hPa   | フィリピン、ボルネオ島、ベトナム                 | -                 | -          | 図表 |
| 台風26号 [32W] (Kai-tak, Urduja)  | 12月14日〜24日         | -                  | TS   | 45kt         | -        | フィリピン、ボルネオ島、ベトナム                 | -                 | -          | 図表 |
| 台風27号 [33W] (Tembin, Vinta)    | 12月16日〜26日         | 強い               | TY   | 35m/s(70kt)  | 970hPa   | カロリン諸島、フィリピン、ボルネオ島、ベトナム   | -                 | -          | 図表 |
| 台風27号 [33W] (Tembin, Vinta)    | 12月16日〜26日         | 強い               | TY   | 85kt         | -        | カロリン諸島、フィリピン、ボルネオ島、ベトナム   | -                 | -          | 図表 |
| TD                                | 12月30日〜2018年1月4日 | -                  | TS   | 18m/s(35kt)  | 1002hPa  | パラオ、フィリピン                               | -                 | -          | -    |
| TD                                | 12月30日〜2018年1月4日 | -                  | TD   | 30kt         | -        | パラオ、フィリピン                               | -                 | -          | -    |
| 計41個                            | 1月7日〜2018年1月4日   | -                  | -    | 50m/s(100kt) | 915hPa   | -                                                | 14,300            | 863        |      |
| 計41個                            | 1月7日〜2018年1月4日   | -                  | -    | 140kt        | -        | -                                                | 14,300            | 863        |      |

- 「期間」は熱帯低気圧として存命した期間を表す。台風が熱帯低気圧に変わった場合、熱低化から消滅までの期間も含む。
- 「階級」「最大風速」「最低気圧」は、それぞれ上段が気象庁、下段がJTWCの解析によるデータである。ただし、JTWCのデータがない場合、気象庁のデータのみを表示している。
- 「階級」について、上段は気象庁が示す国際分類で、最大風速（10分間平均）によってTD=トロピカル・デプレッション、TS=トロピカル・ストーム、STS=シビア・トロピカル・ストーム、TY=タイフーンに分類される。下段のJTWCの分類は、TS=トロピカル・ストーム、TY=タイフーン、STY=スーパータイフーンで、最大風速（1分間平均）によって分類される。
- 「出典」の図表はそれぞれ気象庁HPで公開されている台風の経路図及び位置表のリンクである。
- 台風7号と台風8号は順番が前後しているが、熱帯低気圧番号の若い台風8号を上に示している。

### 確定値
1. ↑  23日3時に北緯8.6度、東経143.9度で昇格。
2. ↑  26日3時に北緯13.1度、東経136.0度で台風となった。
3. ↑  27日15時に北緯15.9度、東経134.7度で熱帯低気圧に変わった。
4. ↑  10日9時に北緯13度、東経119度で熱帯低気圧になった。
5. ↑  11日9時に北緯16.0度、東経116.8度で台風となった。
6. ↑  14日9時に熱帯低気圧になった。
7. ↑  17日21時に熱帯低気圧に変わった。
8. ↑  18日9時に消滅した。
9. ↑  15日21時に北緯19.7度、東経126.9度台風となった。
10. ↑  24日21時に北緯23.8度、東経104.5度で熱帯低気圧に変わった。
11. ↑  27日3時に熱帯低気圧になった。